# Fadik Sevin Atasoy

Fadik Sevin Atasoy (Ankara, 1975. október 1.  –) török színésznő. Legismertebb szerepe Şengül Eren a Testvérek című sorozat egyik főszereplője.

## Élete
Fadik Sevin Atasoy 1975. október 1-jén született Ankarában. Édesapja Sönmez Atasoy erzincáni színész volt, míg édesanyja, Emel Göksu grúz származású. Édesanyja második házasságából van egy kisebbik féltestvére, Eren Keleş balerinó. Fadik nevét a Fadik Kız című darabról kapta, amelyet édesapja állított színpadra, amikor megszületett.
1998-ban diplomázott a Bilkent University School of Music and Performing Artsban. A mesterképzést is ugyanezen az egyetemen végezte ösztöndíjjal. Aztán csatlakozott az Állami Színházhoz, és ott dolgozott 6 évig. Menedzserként dolgozott, mielőtt 2000-ben állandó színésznő lett volna az Antalyai Állami Színházban.

## Filmográfia

### Televíziós szerepek
| Év        | Cím                | Magyar Cím    | Szerep          | Megjegyzések | Magyar hang  |
| --------- | ------------------ | ------------- | --------------- | ------------ | ------------ |
| 2000      | Bizim Evin Halleri |               | Rüya Ulusoy     |              |              |
| 2003      | Serseri Aşiklar    |               | Yeliz           |              |              |
| 2004      | Ah Be İstanbul     |               | Yeter           |              |              |
| 2006      | Sev Kardeşim       |               | Fatoş Uzunoğlu  |              |              |
| 2007      | Ayrılık            |               | Aslı            |              |              |
| 2007–2008 | Dudaktan Kalbe     | A szív útjai  | Leyla Pasazade  |              |              |
| 2008      | Son Bahar          |               | Lale            |              |              |
| 2009      | Avrupa Yakası      | Avrupa Yakası | Mahide          |              |              |
| 2009      | Aynadaki Düşman    |               | Zerrin Batıkaya |              |              |
| 2009      | Ah Kalbim          |               | Sevilay         |              |              |
| 2021–2024 | Kardeşlerim        | Testvérek     | Şengül Eren     | Főszereplő   | Pikali Gerda |

### Filmek
| Év   | Cím                 | Magyar Cím | Szerep   | Megjegyzések     | Magyar hang |
| ---- | ------------------- | ---------- | -------- | ---------------- | ----------- |
| 2004 | Kısmet              |            | Nazlı    | Televíziós film  |             |
| 2005 | Döngel Kârhanesi    |            | Müstesna |                  |             |
| 2005 | O Şimdi Mahkum      |            | Katerina |                  |             |
| 2007 | The White Angel     |            | Hatice   |                  |             |
| 2007 | Geçerken Uğradım    |            | Mehpare  |                  |             |
| 2007 | Zeynep's Eight Days |            | Zeynep   |                  |             |
| 2008 | Usta                |            | Emine    |                  |             |
| 2009 | Ay Lav Yu           |            | Zişan    |                  |             |
| 2011 | Mavi Pansiyon       |            | Bahar    |                  |             |
| 2011 | Merhaba             |            | Özge     | Rövidfilm        |             |
| 2016 | The 6th Degree      |            | Drea     | Amerikai gyártás |             |
| 2019 | Peril of a Godsend  |            |          | Amerikai gyártás |             |
| 2020 | Hatıra Fotoğrafı    |            | Şefika   | Rövidfilm        |             |

### Televíziós programok
| Év   | Cím                                   | Csatorna     |
| ---- | ------------------------------------- | ------------ |
| 2007 | Beyaz Show                            | Kanal D      |
| 2009 | Cinemania                             | Kanal D      |
| 2012 | Disko Kralı                           | TV8          |
| 2019 | Hülya Koçyiğit ile Film Gibi Hayatlar | TRT 2        |
| 2019 | Uykusuzlar Kulübü                     | TV100        |
| 2019 | O Anın Hikayesi                       | NTV          |
| 2019 | Aslı Şafak'la İşin Aslı               | Bloomberg HT |
| 2019 | Mesut Yar ile Laf Çok                 | 360          |

## Színház
| Év            | Cím                                 | Szerep | Megjegyzések                            |
| ------------- | ----------------------------------- | ------ | --------------------------------------- |
| 2004          | Cimri                               | Elise  |                                         |
| 2008          | Kanlı Nigar                         |        | Színpadra lépett az Egyesült Államokban |
| 2010          | Keşanlı Ali Destanı                 |        | Színpadra lépett az Egyesült Államokban |
| 2015–jelenleg | MUSE 90401 (Bir Esin Perisi Davası) |        | Színésznőként, íróként és fordítóként   |

## Fordítás
- Ez a szócikk részben vagy egészben  a   Fadik Sevin Atasoy című török Wikipédia-szócikk ezen változatának fordításán alapul.  Az eredeti cikk szerkesztőit annak laptörténete sorolja fel. Ez a jelzés csupán a megfogalmazás eredetét és a szerzői jogokat jelzi, nem szolgál a cikkben szereplő információk forrásmegjelöléseként.